# Jayme Luiz Szwarcfiter
Jayme Luiz Szwarcfiter (Rio de Janeiro, 5 de julho de 1942) é um professor, pesquisador e escritor brasileiro na área de ciência da computação. Tem um Número de Erdős 2.

## Biografia
Em 1967, gradua-se em engenharia eletrônica pela UFRJ. Conclui seu mestrado em 1971 pela COPPE. Em 1975 obtém o grau de Doutor em Ciência da Computação pela University of Newcastle Upon Tyne, Inglaterra. Atualmente é Professor Titular e Emérito da UFRJ e Professor Visitante da UERJ. O Journal of the Brazilian Computer Society dedicou, em 2001, uma edição especial ao prof. Jayme contemplando suas principais publicações. Entre outros, Jayme escreveu artigos em conjunto com Donald E. Knuth, Christos H. Papadimitriou. Recebeu em 2005 o Prêmio do Mérito Científico da Sociedade Brasileira de Computação. Recebeu em abril de 2006 o prêmio Almirante Álvaro Alberto na área de Computação, um dos mais importantes no reconhecimento acadêmico. É recipiente da Ordem Nacional do Mérito Científico.
Ele é irmão da jurista Ester Kosovski e tio do ator Ricardo Kosovski.

## Publicações
- Szwarcfiter, Jayme Luiz (1982). Algoritmos e grafos: uma introdução. Notas gerais Terceira Escola de Computação. Rio de Janeiro: Departamento de Informatica PUC/RJ. 233 páginas
- Markenzon, Lilian; Szwarcfiter, Jayme Luiz (1997). Estruturas de Dados e seus Algoritmos. Rio de Janeiro: LTC. ISBN 85-2161-014-9 (a 3ª edição, de 2010, encontra-se disponível aqui)
- Szwarcfiter, Jayme Luiz (1988). Grafos e algoritmos computacionais. Rio de Janeiro: Campus. ISBN 85-7001-341-8
- Szwarcfiter, Jayme Luiz (2018). Teoria Computacional de Grafos. [S.l.]: Elsevier. 352 páginas. ISBN 978-8535288841

## Prêmios e Distinções
- Prêmio Álvaro Alberto de Ciência e Tecnologia, MCT (2001);
- Professor Emérito do Instituto de Matemática da UFRJ (2002);
- Prêmio Paulo Emidio Barbosa de Destaque Cientifico, Centro de Ciências Matemáticas e da Natureza, UFRJ (2005);
- Prêmio de Mérito Científico da Sociedade Brasileira de Computação (2006);
- Comendador da Ordem Nacional do Mérito Científico, MCT (2006);
- Membro Titular da Academia Brasileira de Ciências (2001);
- Prêmio Giulio Massarani de Mérito Acadêmico, COPPE, UFRJ (2012);
- Professor Honorário da Universidade de Buenos Aires, Argentina (2012).

Em 2019, seu livro Teoria Computacional de Grafos: Os algoritmos foi ganhador do Prêmio Elon Lages Lima.